# Piramide (Lodi)
La cosiddetta «Piramide» è un obelisco neoclassico della città italiana di Lodi, eretto nel 1838 in onore dell'imperatore Ferdinando I.

## Storia
L'erezione di un obelisco in onore dell'imperatore Ferdinando I fu decisa dal Consiglio comunale di Lodi nella seduta del 21 febbraio 1838, in vista della prossima visita in città dell'Imperatore stesso.
L'Imperatore e la sua consorte, l'imperatrice Maria Anna, accompagnati dall'arciduca Ranieri, viceré del Regno Lombardo-Veneto, e dalla sua consorte, la viceregina Maria Elisabetta, giunsero a Lodi il 17 settembre; il nuovo obelisco fu inaugurato quello stesso giorno.
L'erezione dell'obelisco fu parte di un progetto urbanistico più ampio, che comprendeva anche la trasformazione del bastione in un passeggio alberato e l'apertura del nuovo teatro Ranieri.

## Caratteristiche
L'obelisco sorge in un'aiuola verde posta in piazza Zaninelli, a lato del Passeggio, e costituisce il fondale prospettico di via Marsala.
Alla base furono murate due lapidi in lingua latina dettate dall'epigrafista Giovanni Labus, che celebravano con toni aulici la visita imperiale:
Le due lapidi furono distrutte in data ignota (forse durante i moti del 1848, o al più tardi con la caduta del Regno nel 1859).